# Erica maderensis
Erica maderensis là một loài thực vật có hoa trong họ Thạch nam. Loài này được (Benth.) Bornm. mô tả khoa học đầu tiên năm 1903.